# آرمان مالک
آرمان مالک (انگلیسی: Armaan Malik؛ زادهٔ ۲۲ ژوئیهٔ ۱۹۹۵) خواننده،  ترانه‌سرا و بازیگر اهل هند است. او به خاطر آواز خواندنش به چندین زبان از جمله زبان هندی، زبان انگلیسی، زبان بنگالی، زبان تلوگو، زبان کانارا، زبان مراتی، زبان تامیلی، زبان گجراتی، زبان اردو و زبان مالایالم شهرت دارد. او همچنین به عنوان «شاهزاده عاشقانه» شناخته می‌شود.